# Wilbur Smith (schrijver)
Wilbur Addison Smith (Broken Hill, 9 januari 1933 – Kaapstad, 13 november 2021) was een Zuid-Afrikaans schrijver wiens romans zich voornamelijk in Afrika afspelen.

## Levensloop
Smith werd geboren in Noord-Rhodesië (het huidige Zambia) en genoot zijn opleiding in Zuid-Afrika waar hij Michaelhouse en Rhodes University doorliep. Zijn eerste roman schreef hij terwijl hij werkzaam was voor de Salisbury Inland Revenue, de Rhodesische belastingdienst. Later woonde hij vooral in Londen maar hij voelde zich nog steeds sterk verbonden met de mensen en natuur van het Afrikaanse continent.
Hij is auteur van een enorm groot oeuvre van spannende bestsellers  die gekenmerkt worden door diepgaande achtergrondresearch.
Smith overleed op 13 november 2021, op 88-jarige leeftijd thuis in zijn woonplaats Kaapstad.

## Filmografie
- 1966	The Mercenaries	; boek: The Dark of the Sun; 100 min.; E; regie: Jack Cardiff; cast: Rod Taylor | Yvette Mimieux
- 1972	The Last Lion; 90 min.; E; regie: Elmo De Witt; cast: Jack Hawkins | Karen Spies
- 1974	Gold; boek: Gold Mine; 120min.; E; regie: Peter R. Hunt; cast: Roger Moore | Susannah York
- 1975	The Kingfisher Caper; boek: The Diamond Hunters; 75 min.; Afr | E; regie: Dirk DeVilliers; cast: David McCallum | Hayley Mills
- 1976	Shout at the Devil; 147 min.; E; regie: Peter R. Hunt; cast: Lee Marvin | Roger Moore
- 1991	Mountain of Diamonds; boek: The Burning Shore; T; E; regie: Jeannot Szwarc; cast: Isabelle Gélinas | Derek de Lint
- 1993	Wild Justice; Ts; E; regie: Tony Wharmby; cast: Roy Scheider | Patricia Millardet
- 1994	Wild Justice; 97 min.; E; regie: Paul Turner; cast: Nia Medi | Nicholas McGaughey
- 1997	The Seventh Scroll; miniserie in 3 delen; 267 min.; E; regie: Kevin Connor; cast: Wilfried Baasner | Jeff Fahey
- 2001	Diamond Hunters; boek: The Diamond Hunters; miniserie; 170 min.; E; regie: Dennis Berry; cast: Roy Scheider | Alyssa Milano

- Bibsys: 90061293
- Biblioteca Nacional de España: XX1004564
- Bibliothèque nationale de France: cb11925046s (data)
- CiNii: DA08891265
- Gemeinsame Normdatei: 11818881X
- International Standard Name Identifier: 0000 0001 2276 8107
- Library of Congress Control Number: n79060984
- Nationale Bibliotheek van Letland: 000023545
- MusicBrainz: 385c3cf5-ba97-4d13-882b-b228502e7b27
- Bibliotheek van het Japanse parlement: 00457018
- Nationale Bibliotheek van Tsjechië: jn19990009793
- Nationale bibliotheek van Australië: 36143231
- Nationale Bibliotheek van Israël: 987007268180505171
- Nationale Bibliotheek van Polen: a0000003187253
- Nationale en Universitaire bibliotheek Zagreb: 000185901
- Nederlandse Thesaurus van Auteursnamen: 06857553X
- Istituto Centrale per il Catalogo Unico: CFIV000685
- LIBRIS: 261048
- Système universitaire de documentation: 027142167
- Trove: 1219549
- Virtual International Authority File: 14776833
- WorldCat: E39PBJrRjbpyrxGRRbHD8FWYyd